# Lázně Bohdaneč
Lázně Bohdaneč (in tedesco Bochdanetsch) è una città della Repubblica Ceca facente parte del distretto di Pardubice, nella regione omonima.